# Petronella van Vliet

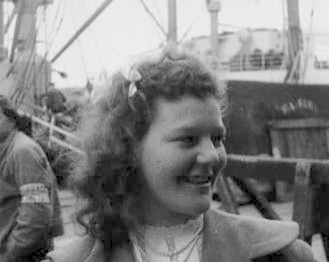
Nel van Vliet 1948

Petronella „Nel“ van Vliet (* 17. Januar 1926 in Hilversum; † 4. Januar 2006 in Naarden) war eine niederländische Schwimmerin.
Van Vliet gehörte Ende der 1940er Jahre zu den besten Schwimmerinnen der Welt. Auf dem Höhepunkt ihrer Karriere gewann sie bei den Europameisterschaften 1947 in Monaco den Titel über 200 m Brust. Im Jahr darauf wurde sie über die gleiche Strecke bei den Olympischen Spielen 1948 in London in der olympischen Rekordzeit von 2:57,2 Minuten Olympiasiegerin.
Eine Woche nach ihrem Olympiasieg stahlen Einbrecher ihre Goldmedaille. Erst nach der Zustimmung des Internationalen Olympischen Komitees wurde eine Kopie der Medaille angefertigt, die ihr am 19. November 2004 von der Vorsitzenden des niederländischen Sportbundes NOC*NSF, Erica Terpstra, überreicht wurde.
In ihrer aktiven Zeit stellte sie 15 Weltrekorde auf. Nach Beendigung ihrer sportlichen Laufbahn arbeitete van Vliet als Schwimmtrainerin. Im Jahr 1973 wurde sie in die Ruhmeshalle des internationalen Schwimmsports aufgenommen.